# オレオモナス・サガラネンシス
オレオモナス・サガラネンシス（Oleomonas sagaranensis）は、グラム陰性の石油生成・分解細菌。1993年に京都大学大学院の今中忠行らにより静岡県の相良油田から単離された。新属新種であるとして2002年に命名・報告された。本種は、様々な直鎖状炭化水素や芳香族化合物を効率よく分解するとともに、嫌気性下で水素をエネルギー源、二酸化炭素を炭素源として培養した場合に菌体内に炭化水素を蓄積する特性を有すると当初は報告された。しかし、2002年の論文では嫌気性条件での生育はむしろ否定されており、生育可能なのは微好気性条件下である可能性が示唆されている。また、炭素固定能力についても言及されていない。また、本種がメタンハイドレートに関係している可能性も指摘されたが、後の研究においては否定的な結果が得られている。